# Тихонова, Мария Юрьевна
Мари́я Юрьевна Тихонова (род. 1980, Ленинград) — скульптор-монументалист, художник.

## Образование
1991—1994: Международный художественный лицей при Государственной Художественной Академии им. Штиглица (Мухина), Санкт-Петербург.
1995 — профессиональное художественное училище им. Н. К. Рериха. Санкт-Петербург.
Высшее художественное образование: Московская Академия Живописи[уточнить], специализация: монументально-декоративное искусство.
Мастерские народного художника РФ В. А. Кулакова, Академика Российской Академии художеств С. А. Алимова.

## Звания, награды, дипломы
Обладательница почётного звания активного деятеля современной культуры и творчества (присвоено правительством РФ в 2013 г.). Член Московского Союза художников (Секция художников монументально-декоративного искусства), Международного Художественного Фонда (г. Москва), директор «Фонда науки и православной культуры священника Павла Флоренского»
2008 г. — почётная грамота и награда за вклад в Православное Искусство.
2012 г. — диплом и премия от губернатора Калужской области за участие в конкурсе скульптуры к юбилею Л. Чижевского, г. Калуга.
2011 г. — Медаль от Правительства РФ «За вклад в подготовку празднования 70-летия разгрома немецко-фашистских войск под Москвой».
2011 г. — Премия от Правительства Москвы "За создание мемориала «героям ополченцам 13 ростокинской дивизии к 70-летию битвы за Москву».
2012 г. — похвальная грамота от губернатора за вклад в культурное развитие Подмосковья и деятельность Фонда.
2012 г. — грамота за культурное развитие и в творческую деятельность от администрации района г. Сергиев Посад.
2013 г. — губернаторская премия «Наше Подмосковье» за вклад в культурное развитие Подмосковья.
2013 г. — благодарственная грамота от Правительства Подмосковья за мемориальную доску Елизавете Фёдоровне на здании Красного Креста (Митькина 37), г. Сергиев Посад.
2014 г. — диплом и награда за активное участие и творческую деятельность (скульптуры) в преобразовании города Сергиев Посад к 700-летию Преподобного Сергия Радонежского.

## Должности
— Арт-директор музея священника Павла Флоренского,
— основатель и руководитель Арт-фестиваля «Открытое пространство»,
— основатель и руководитель монументально-скульптурной мастерской «Арт-студия МАРТ Марии Тихоновой»,
— директор «Фонда науки и православной культуры священника Павла Флоренского»,
— директор культурно-просветительского центра в Сергиевом Посаде,
— организатор художественного Фонда «Возрождение традиций» при Международном Кинофестивале «Золотой Витязь».
— арт-директор форума искусств Международного Кинофестиваля «Золотой Витязь».

## Работы
Несколько лет Тихонова работала с администрацией управы района Ростокино по преобразованию городских пространств и над созданием монументально-декоративных композиций в парковых зонах. В 2010 году — основатель движения «Твой двор, твой дом», арт-преобразование дворов и подъездов (социальный проект г. Москвы.). Произведения Тихоновой находятся в Музее современного искусства, в собрании Третьяковской галереи, в музейных коллекциях Австрии, Венгрии, Германии и Швейцарии, Италии; её работы входят в «Энциклопедию живописи XXI века».
- «Памятник режиссёру Андрею Тарковскому и его фильму „Андрей Рублёв“» в Суздале[2].
- Памятник Народному ополчению в Национальном конном парке «Русь».
- Памятный знак «Чудо о птицах» в Сергиевом Посаде.
- Памятник «Воинам Первой мировой войны» в Национальном Конном Парке «Русь».
- Памятник Пострадавшим в годы гонений и репрессий' в Сергиевом Посаде.
- Памятник Героям 13-й Ростокинской дивизии народного ополчения Москвы, погибшим в октябре 1941 года на Поле Памяти в Холм-Жирковском районе.
- Мемориальная доска на доме священника Павла Флоренского в Сергиевом Посаде[3]].
- Мемориальная доска великой княгине Елизавете Фёдоровне и духовному наставнику обители священнику Павлу Флоренскому в Сергиевом Посаде[4].
- Скульптура «Дерево любви и мира»[5].
- Монументально-декоративный арт-объект «Матрёшка»[5] в Сергиевом Посаде.
- Монументальная композиция «Дерево Сергиева Посада»[5].
- Скульптура «Лавка сказок»[6].
- Арка-лавочка «Пётр и Феврония»[7].
- Скульптура «Музыкальная скамья»[8].
- Парковая лавка «Пасхальное яйцо»[7].

## Выставочная деятельность
С 1998 по 2003 г. — участник ежегодных выставок студентов в Центральном Доме Художников, 19 зал (Крымский Вал 8, Москва).
2000 г. — осенняя выставка МОСХа на Кузнецком мосту.
2002 г. — лауреат Молодёжной 25-й юбилейной выставки, на Кузнецком мосту.
2002 г. — персональная выставка, Старосадский пер. д.5.
2003 г. — выставка в Фонде культуры.
2004 г. — персональная выставка, посвящённая о. Павлу Флоренскому в «Центральном выставочный зале», г. Кострома.
2006 г. — выставка «Московские монументалисты», ЦДХ, 32-27 залы.
2006 г. — Российский Культурный центр Венгрия г. Будапешт — Москва, Венгерское посольство.
2007 г. — международная выставка современного искусства «АРТ МОСКВА» (ЦДХ, Москва).
2007 г. — юбилейная выставка — 75 лет МСХ — «Москва — художники — Москва» (Центральный выставочный зал «Манеж», Москва).
2007 г. — «Молодёжная выставка XXIX, к 75-летию МСХ» (Дом художника на Кузнецком мосту, Москва).
2007 г. — всероссийская художественная выставка «Молодые художники России» (ЦДХ, Москва).
2009 г. — участник Митинга «Духовной и культурной истории России», а также организатор выставки, посвящённой известному деятелю науки и культуры «русскому Леонардо да Винчи» о. Павлу Флоренскому, г. Римини, Италия.
2009 г. — выставка в год 30-летнего юбилея «Митинг — 30 лет диалога». «Communione e Liberatione» (CeL) выставка на конференции ЮНЕСКО в Париже, а также в Риме, в Бразилии, в Сан-Марино и впервые в США.
2010 г. — организовала фестиваль ландшафтного и паркового искусства в Акведук, район Ростокино, г. Москва.
2010 г. — персональная Выставка «МАРТ» (ЦДХ, Москва).
2010 г. — организатор и участник АРТ Фестиваля городского современного искусства «Открытое пространство» (Акведук, Москва).
2011 г. — провела фестиваль «Воздушные города» на международном экономическом бизнес форуме в Сингапуре.
2011 г. — Московский международный художественный Арт Салон 2011 (ЦДХ, Москва).
2011 г. — лауреат Всероссийской межрегиональной выставки «Космос близкий и далекий» к 50-летию первого полёта человека в космос. Дом Космонавтов в Звёздном городке.
2011 г. — выставка «монументалисты Москвы» (Выставочный зал МСХ, Старосадский пер.5, Москва).
2012 г. соорганизатор выставки и участник проекта «Обратная перспектива» «П. Флоренский-Русский Леонардо» Московский Мультимедиа Арт Музей, г. Москва.
2012 г. — персональная выставка живописи в галерее Цюриха, Швейцария.
2012 г. — персональная выставка живописи в галерее банка Ротшильд, Швейцария.
2012 г. — художественная выставка «Художники-монументалисты — городу Москве» Москва).
2012 г. — Международная выставка «Союза художников России» (Государственный выставочный зал «Новый Манеж», Москва).
2013 г. — выставочный проект «Армяне в Москве. Исторический путь»
2013 г. — персональная выставка в музее замка Сарганс.
2013 г. — фестиваль «Семья России» в г. Зарайск.
2013 — лауреат Всероссийского конкурса Международный фестиваль традиционной народной культуры «Русская Матрёшка», г. Сергиев Посад.
2013 — первое место и премия от Министерства культуры Подмосковья за лучшую монументальную работу «Пётр и Феврония».
2013 г. — выставка галереи «Март» в Вадуце, княжество Лихтенштейн.
2014 — лауреат и диплом за участие в Международном фестивале традиционной народной культуры «Русская Матрёшка», г Ростов Великий.
2014 — лауреат Фестиваля «Русская Матрёшка» к 700-летию, Сергиев Посад.